# Vânători de munte
I vânători de munte ("cacciatori da montagna" in lingua romena) sono la fanteria da montagna della Romania, corpo scelto dell'esercito romeno (Forțele Terestre Române) ed equivalenti agli Alpini dell'Italia o agli Chasseurs alpins della Francia.
Creati come battaglione nel novembre del 1916 dopo l'entrata della Romania nella prima guerra mondiale, i vânători de munte furono rapidamente espansi nell'organico e poco dopo la fine del conflitto andarono a costituire due divisioni da montagna; allo scoppio della seconda guerra mondiale i vânători de munte costituivano un corpo d'armata su quattro brigate, ed erano considerati tra le truppe più professionali e meglio addestrate dell'esercito romeno. Il corpo combatté a fianco della Germania nazista sul fronte orientale partecipando a vari scontri in Ucraina, Crimea, Caucaso e infine ai confini della stessa Romania; dopo l'armistizio con l'Unione Sovietica, i vânători de munte combatterono poi contro i tedeschi in Transilvania.
Sciolto durante il periodo dell'occupazione sovietica della Romania, il corpo dei vânători de munte fu ricostituito dal nuovo governo della Repubblica Socialista di Romania su un organico di tre divisioni, ridotte poi a due brigate con la progressiva meccanizzazione dell'esercito romeno. La moderna Romania mantiene due brigate di vânători de munte: la Brigada 2 Vânători de Munte "Sarmizegetusa" con comando a Brașov e la Brigada 61 Vânători de Munte "General Virgil Bădulescu" a Miercurea Ciuc.

## Storia

### La formazione

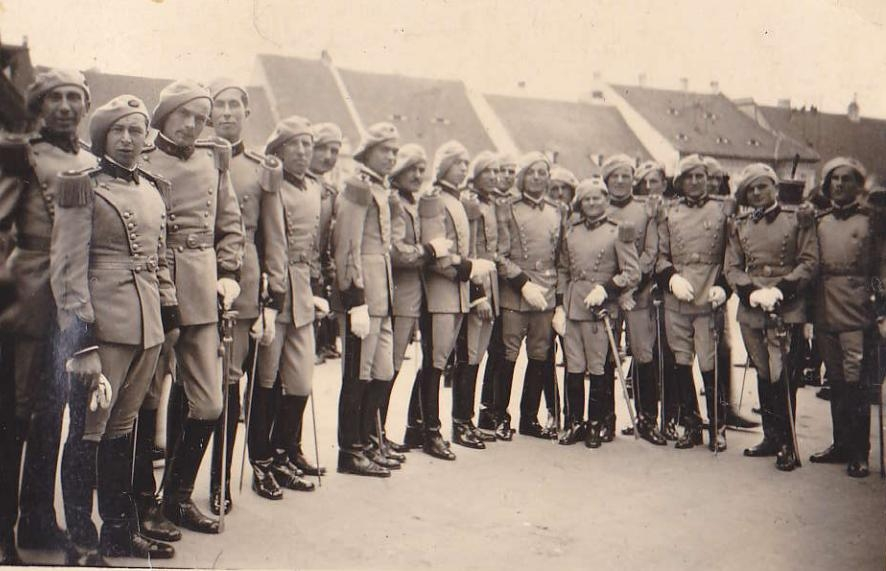
Ufficiali del 3º Battaglione dei vânători de munte; in testa portano il tradizionale basco delle truppe da montagna romene.

La formazione delle prime unità di fanteria da montagna romene iniziò nel novembre del 1916, alcuni mesi dopo l'entrata della Romania nella prima guerra mondiale: il 3 novembre 1916 un ordine del quartier generale dell'esercito romeno dispose che la scuola militare di sci di Bucarest fosse trasformata in un "corpo di cacciatori da montagna" (Corpul Vânătorilor de Munte) delle dimensioni di un reggimento, decisione ritenuta necessaria a seguito delle difficoltà riscontrate dalle truppe romene sui terreni montuosi e boscosi della Transilvania nella loro campagna contro le forze degli Imperi centrali; la caserma Regimentului 4 Roșiori Cotroceni a Bucarest divenne la prima sede per il costituendo reggimento da montagna, che raccogliendo reclute da tutto l'esercito romeno fu istituito il 16 novembre con una forza autorizzata di 1.980 uomini ripartiti fra tre battaglioni di fanteria, una compagnia di mitraglieri e una sezione di telegrafisti. Costretto a lasciare Bucarest il 3 dicembre 1916 sotto i colpi delle offensive degli Imperi centrali, il reggimento dovette trasferire la sua guarnigione a Târgu Neamț nella Moldavia romena dove giunse il 3 gennaio 1917; il 9 gennaio seguente il Corpul Vânătorilor de Munte fu riorganizzato come un battaglione su cinque compagnie di fanteria, due di mitraglieri e una sezione telegrafisti, e dopo un lungo periodo di addestramento fu dichiarato operativo l'8 agosto 1917 agli ordini del maggior generale Virgil Bădulescu.
Il Batalionului Vânătorilor de Munte ebbe il suo battesimo del fuoco l'11 agosto 1917 nel corso di scontri contro gli austro-tedeschi nei pressi di Cireșoaia. Durante la prima guerra mondiale il battaglione si distinse nella difesa della Moldavia romena, mettendosi in luce nel corso dei duri combattimenti della terza battaglia di Oituz; ritirato dal fronte per essere riorganizzato, più avanti nel corso del 1917 il battaglione fu espanso nell'organico fino a diventare il Regimentul Vânătorilor de Munte "Principele Carol". La buona prova fornita dai primi contingenti sperimentali di truppe da montagna nel corso della prima guerra mondiale spinse l'alto comando romeno a mantenere ed espandere la specialità: nel 1923 il corpo da montagna fu istituzionalizzato con la costituzione di due divisioni, la "Divizia 1 Vânători de Munte" con sede a Brașov e la "Divizia 2 Vânători de Munte" a Bistrița, e la elaborazione di regolamenti e principi di addestramento alla guerra in ambiente montano e boscoso.

### La seconda guerra mondiale

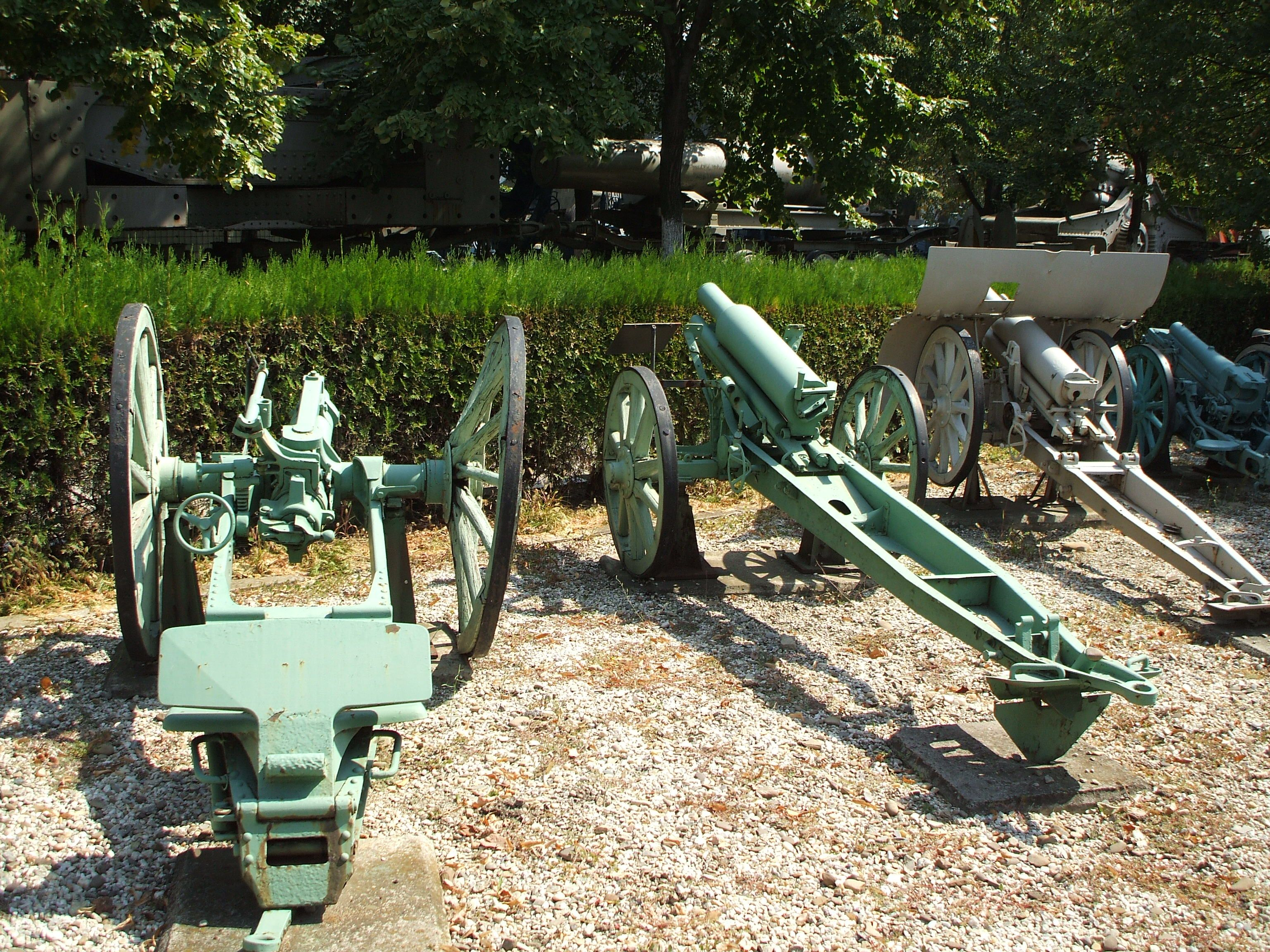
Artiglieria da montagna romena del periodo della prima guerra mondiale

Nel 1937 le due originarie divisioni da montagna furono riorganizzate in tre brigate unite in un corpo d'armata, cui si aggiunse una quarta brigata nel 1939: ciascuna brigata aveva un organico di sei battaglioni di vânători de munte, un battaglione di pionieri da montagna e un gruppo di artiglieria da montagna con uno o due battaglioni di cannoni da 75 mm e uno di obici da 100 mm, mentre a livello di corpo d'armata erano inoltre disponibili un battaglione di cavalleria da montagna, un battaglione logistico e una compagnia sanitaria; i battaglioni di vânători de munte avevano tre compagnie di fanteria su tre plotoni e una compagnia armi pesanti con tre plotoni di mitragliatrici pesanti e un plotone mortai. Dei 24 battaglioni di vânători de munte, 16 erano unità attive anche in tempo di pace e che quindi disponevano del personale meglio addestrato e degli equipaggiamenti migliori, mentre gli altri erano composti da riservisti richiamati in caso di mobilitazione e avevano quindi una preparazione di minor livello; insieme alle truppe del corpo di cavalleria, i vânători de munte erano ritenuti come la formazione meglio preparata al combattimento e più professionale dell'intero esercito romeno.

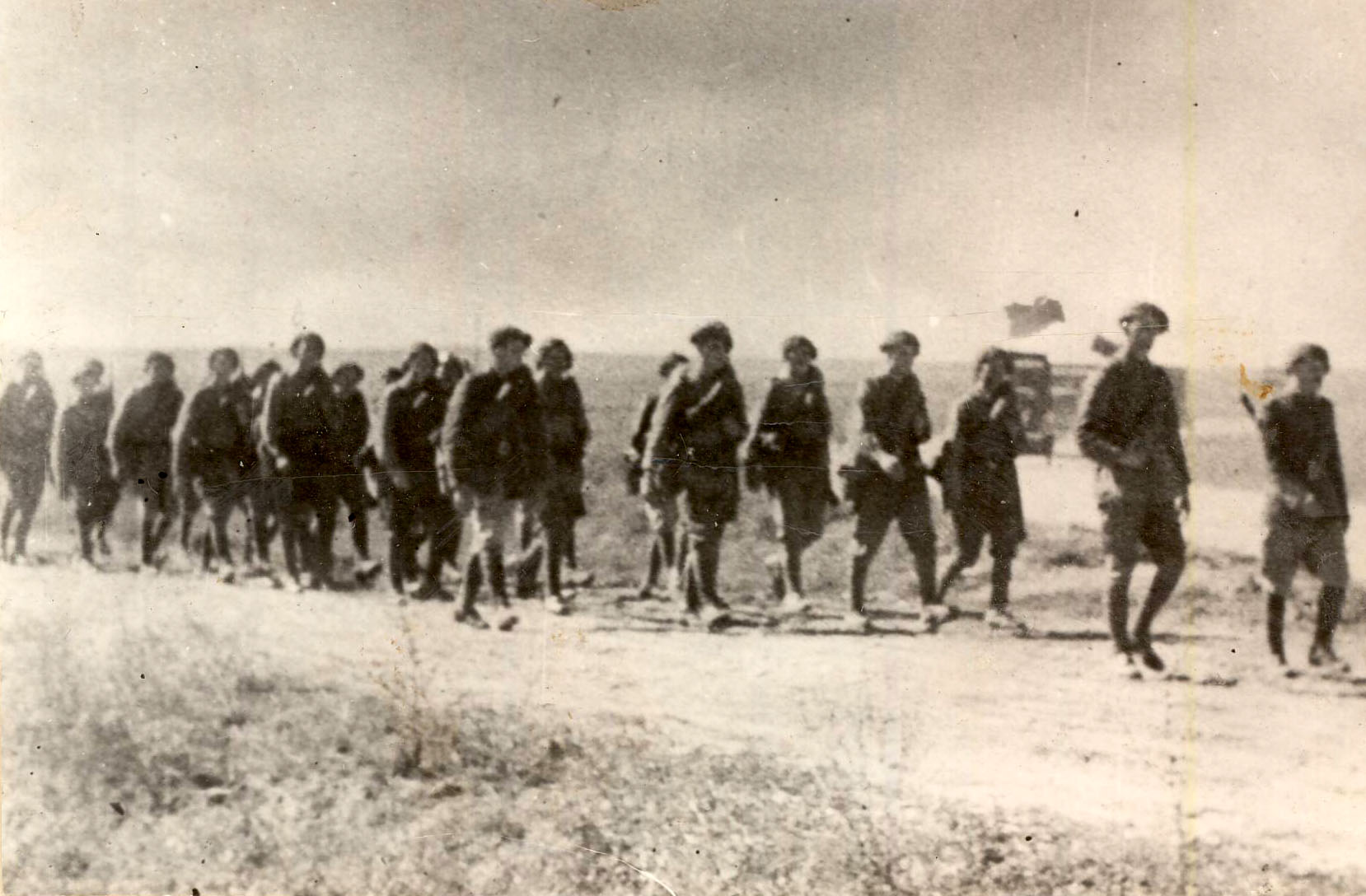
Vânători de munte in Russia nel 1941

Dopo aver aderito al patto tripartito il 23 novembre 1940, la Romania dichiarò guerra all'Unione Sovietica il 22 giugno 1941, partecipando subito ai combattimenti del fronte orientale della seconda guerra mondiale: al comando del generale Gheorghe Avramescu, il Corpo da montagna (meno la 3ª Brigata, lasciata a guardia della frontiera con l'Ungheria) fu schierato sulle rive del fiume Prut come parte della 3ª Armata romena del generale Petre Dumitrescu, partecipando agli scontri per la rioccupazione della Bessarabia a fianco dell'11ª Armata tedesca nel corso della cosiddetta operazione München (2-24 luglio 1941). Penetrato in Ucraina, il Corpo fu assegnato alla protezione del fianco settentrionale dell'11ª Armata, impegnata nell'occupazione della penisola di Crimea, sostenendo pesanti scontri nel corso della battaglia del Mar d'Azov (26 settembre - 7 ottobre 1941); la 1ª Brigata da montagna fu poi inviata in Crimea in appoggio dei tedeschi durante le fasi iniziali dell'assedio di Sebastopoli.

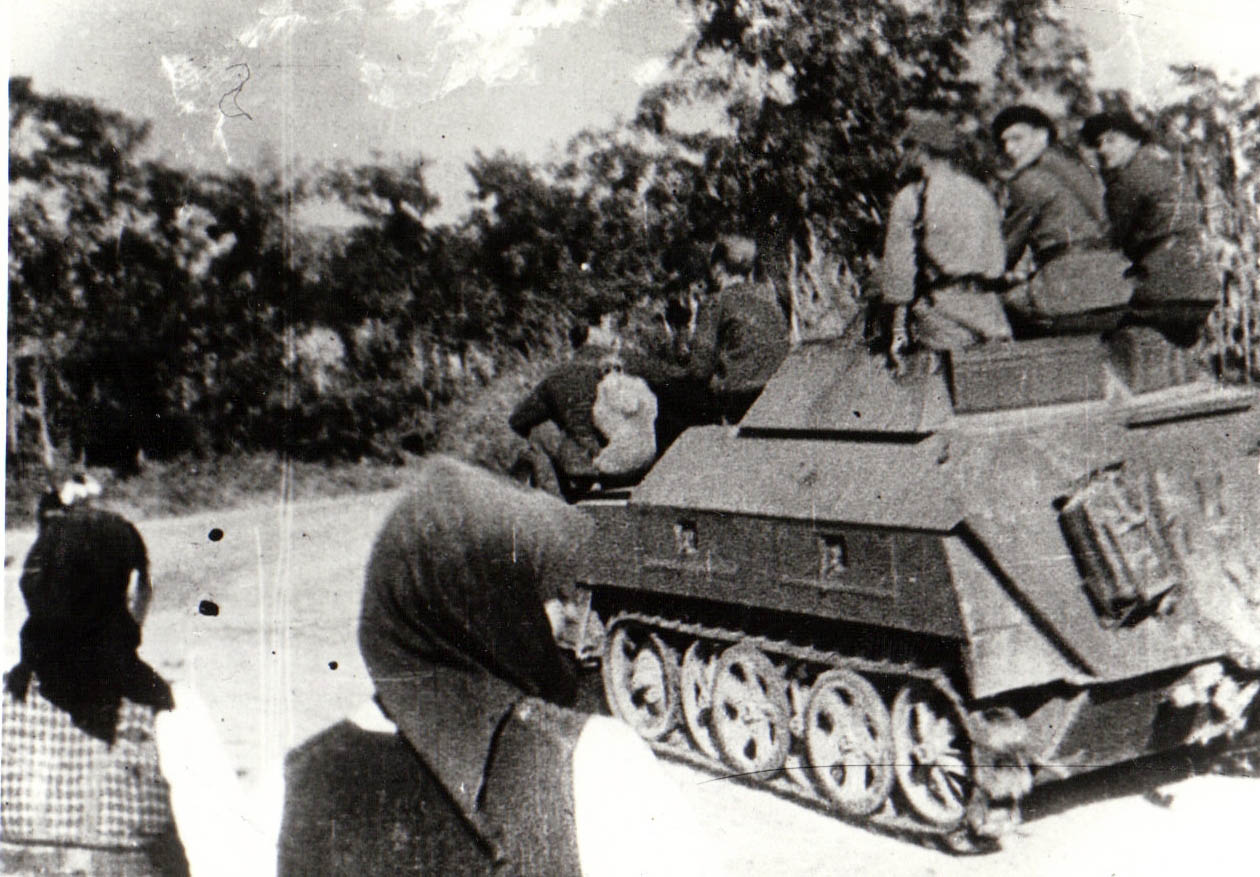
Truppe da montagna romene a bordo di un semicingolato tedesco in Transilvania nel 1944

Durante i primi mesi del 1942 il Corpo da montagna fu completamente riorganizzato: venne formato un "gruppo di spedizione di sciatori" con la conversione di due battaglioni della 3ª Brigata da montagna in unità di sciatori, mentre il 15 marzo 1942 le brigate da montagna furono riorganizzate come divisioni (una modifica più che altro nominalistica, visto che l'organico delle brigate assomigliava già a quello di piccole divisioni) su due reggimenti di tre battaglioni di vânători de munte ciascuno e un gruppo di artiglieria da montagna. Il Corpo d'armata di Avramescu, con la 1ª e 2ª Divisione da montagna e la 18ª Divisione di fanteria, fu schierato in Crimea per prendere parte all'assedio di Sebastopoli, subendo dure perdite nel corso dell'assalto finale tra il 7 giugno e il 4 luglio 1942 che portò alla caduta della città; la 2ª e 3ª Divisione da montagna furono invece inviate in sostegno alla 17ª Armata tedesca nell'ambito dell'operazione Blu nella Russia meridionale, prendendo parte alla battaglia del Caucaso e poi, dopo la pesante sconfitta delle forze dell'Asse nella battaglia di Stalingrado, alla ritirata generale verso la penisola di Taman' e ai combattimenti per la testa di ponte del Kuban fino alla loro evacuazione in Crimea nell'ottobre del 1943.
Il Corpo da montagna romeno fu riorganizzato in Crimea con la 1ª, 2ª e 3ª Divisione da montagna e la 18ª Divisione di fanteria (trasformata anch'essa in divisione da montagna nell'agosto del 1944); gli effettivi della 4ª Divisione furono utilizzati per rinforzare la ricostituita 24ª Divisione di fanteria, anche se la divisione fu poi ricreata nel maggio 1944. Il Corpo combatté duramente contro i sovietici nel corso dell'offensiva di Crimea dell'aprile-maggio 1944, e solo un 60% dei suoi effettivi fu infine evacuato via mare in Romania prima che Sebastopoli fosse riconquistata dall'Armata Rossa; per la riorganizzazione dei reparti da montagna furono formate delle unità di addestramento designate come 101ª, 102ª, 103ª e 104ª Brigata da montagna ognuna con un organico di quattro battaglioni di vânători de munte, due battaglioni di artiglieria (uno con obici da montagna da 75 mm e mitragliere antiaeree da 20 mm, e uno con obici da montagna da 100 mm) e una compagnia di mortai, anche se per la scarsità di reclute addestrate si dovette fare ricorso a inserimenti di uomini prelevati dalle truppe di frontiera e dalla gendarmeria, fatto che abbassò la qualità bellica delle formazioni. Nell'agosto 1944 le truppe da montagna combatterono ancora a fianco dei tedeschi nel corso della offensiva Iași-Chișinău; dopo il colpo di stato del 23 agosto che portò alla deposizione del dittatore Ion Antonescu, la Romania cambiò schieramento e dichiarò guerra alla Germania: la 1ª e la 4ª Divisione da montagna furono sciolte in novembre sulla base dei termini dell'armistizio con l'URSS, mentre la 2ª e la 3ª Divisione combatterono a fianco dei sovietici in Transilvania, Ungheria e Cecoslovacchia fino alla fine delle ostilità.

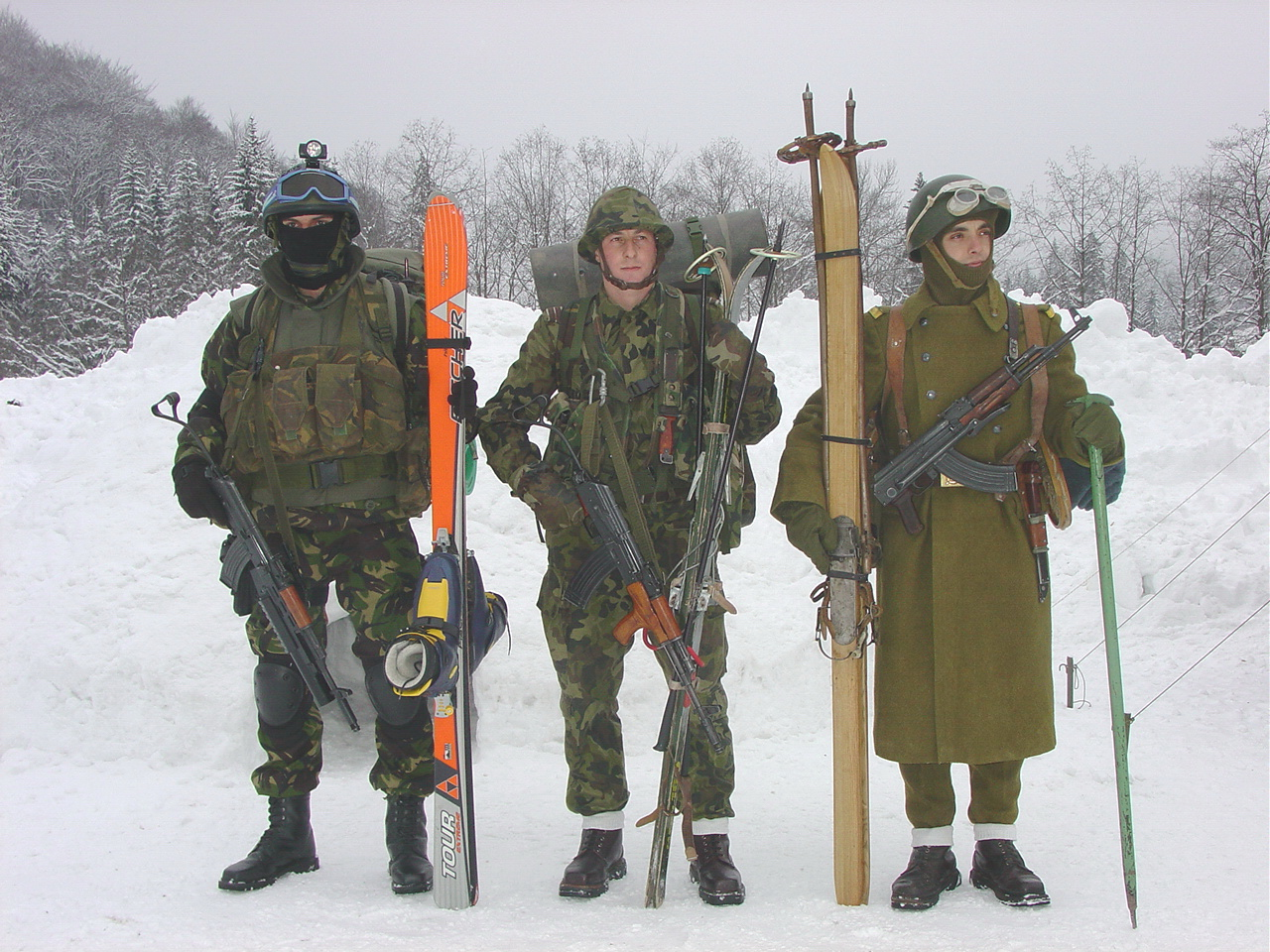
Evoluzione dell'equipaggiamento militare dei vânători de munte: da sinistra, 2010, 2000 e 1990.

I vânători de munte confermarono la loro qualità di truppe d'élite, cosa testimoniata dal fatto che un comandante di ciascuna brigata/divisione da montagna fu insignito dai tedeschi della Croce di Cavaliere della Croce di Ferro, massima onorificenza della Germania nazista: il generale Mihail Lascăr per la 1ª Brigata (primo militare straniero a ricevere il riconoscimento), il generale Ioan Dumitrache per la 2ª, il generale Leonard Mociulschi per la 3ª e il generale Gheorghe Manoliu per la 4ª. Le truppe da montagna romene soffrirono anche pesanti perdite, e un totale di 74.208 vânători de munte rimase ucciso durante la seconda guerra mondiale.

### Nel dopoguerra

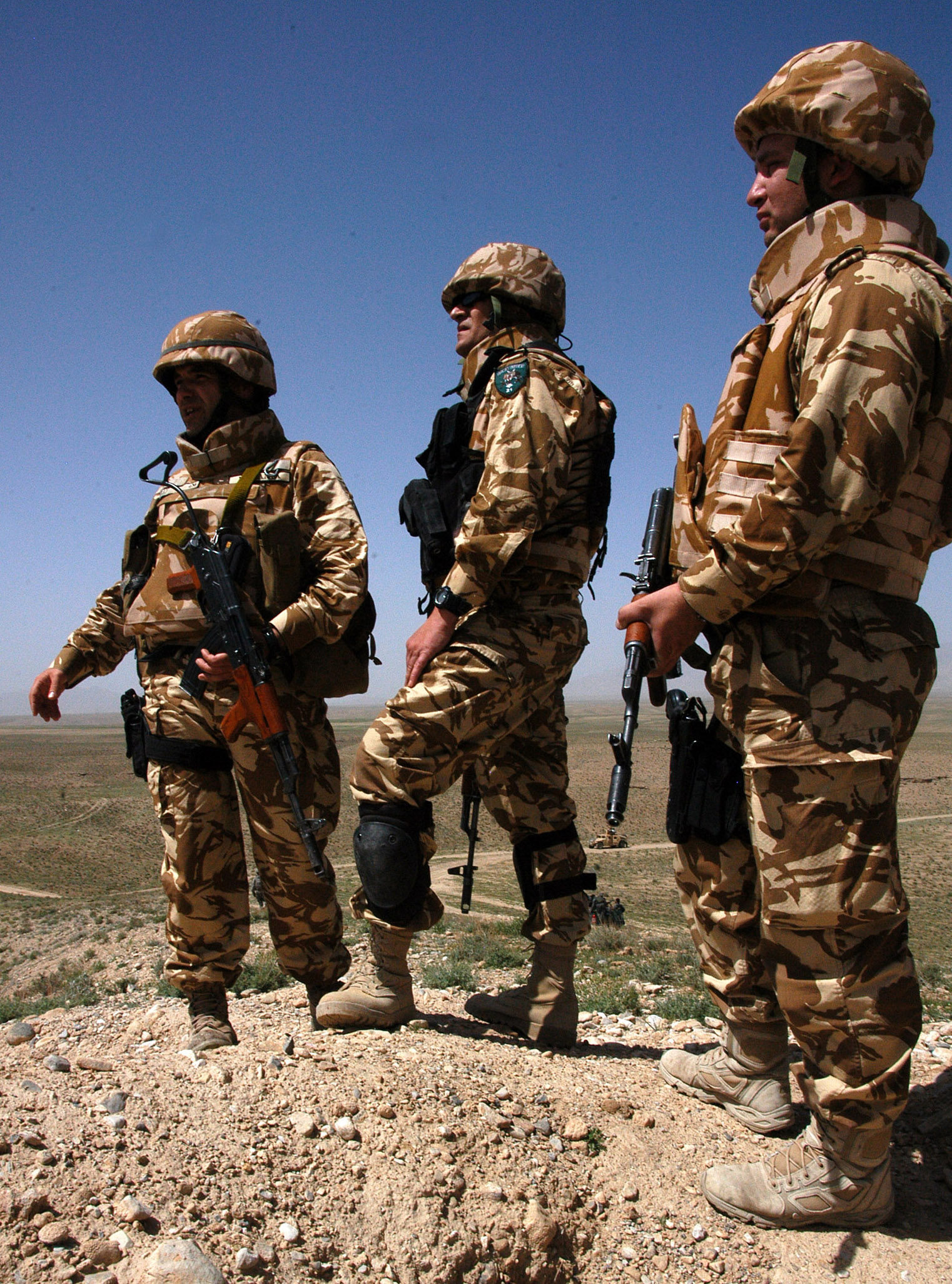
Vânători de munte in Afghanistan nel 2009

Smobilitato al termine della guerra per ordine degli occupanti sovietici, il corpo dei vânători de munte fu ricostituito dal governo della nuova Repubblica Socialista di Romania come parte del nuovo Esercito popolare romeno, subendo poi varie riorganizzazioni con il passare del tempo: inizialmente con un organico di tre divisioni, il corpo fu nuovamente sciolto nell'aprile 1961 con la loro conversione in unità di fanteria motorizzata sul modello sovietico, ma a partire dall'ottobre 1964 fu ricostituita una brigata da montagna con sede a Baia Mare prima e a Brașov poi, seguita da altre tre brigate acquartierate rispettivamente a Bistrița, Curtea de Argeș e Alba Iulia. Dopo la caduta di Nicolae Ceaușescu nel 1989 e la transizione a un regime democratico il corpo fu nuovamente riorganizzato su un organico di due brigate.
La moderna Romania mantiene in organico due brigate la montagna, la Brigada 2 Vânători de Munte "Sarmizegetusa" con comando a Brașov e la Brigada 61 Vânători de Munte "General Virgil Bădulescu" con sede a Miercurea Ciuc; ogni brigata ha tre battaglioni di vânători de munte, un battaglione logistico, un distaccamento di artiglieria campale e uno di artiglieria contraerea. La 2ª Brigata è subordinata alla Diviziei 1 Infanterie "Dacica" mentre la 61ª alla Diviziei 4 Infanterie "Gemina"; la scuola di addestramento alla guerra di montagna (Centrul de Instruire al Infanteriei și Vânătorilor de Munte "Constantin Brâncoveanu") è situata a Făgăraș, con un centro di formazione di base a Predeal e un battaglione di addestramento (Batalionul 1 Instrucție "Olt") a Caracal. I battaglioni operativi sono ormai delle unità motorizzate, potendo disporre di veicoli blindati MLVM (Mașina de Luptă a Vânătorilor de Munte, "Veicolo da Combattimento per Cacciatori da Montagna") appositamente dedicati oltre agli MLI-84 e ABC-79M in uso anche alla fanteria.
Contingenti di vânători de munte hanno partecipato a tutti i principali impieghi all'estero delle forze terrestri romene: battaglioni della 2ª Brigata hanno fatto parte del contingente romeno assegnato alla missione KFOR in Kosovo, come pure alla forza inviata dalla Romania a prendere parte alla Coalizione multinazionale in Iraq e alla missione ISAF in Afghanistan.